# 奥托讷
奥托讷（法語：Hotonnes，發音：[ɔtɔn]）是法国东部安省的一个旧市镇，属于贝莱区。2016年1月1日，奥托讷与邻近的3个市镇合并为新市镇上瓦尔罗梅，成为了上瓦尔罗梅的委派市镇。

## 地理
奥托讷（45°59'52"N, 5°41'36"E）面积28.4 平方千米，位于法国奥弗涅-罗讷-阿尔卑斯大区安省，该省份为法国东部省份，北起汝拉省，西北接索恩-卢瓦尔省，西接罗讷省和里昂大都会，南至伊泽尔省，东与萨瓦省、上萨瓦省和瑞士接壤。
与奥托讷接壤的市镇（或旧市镇、城区）包括：比利亚、大阿贝热芒、洛皮塔勒、吕菲约、松日约。
奥托讷的时区为UTC+01:00、UTC+02:00（夏令时）。

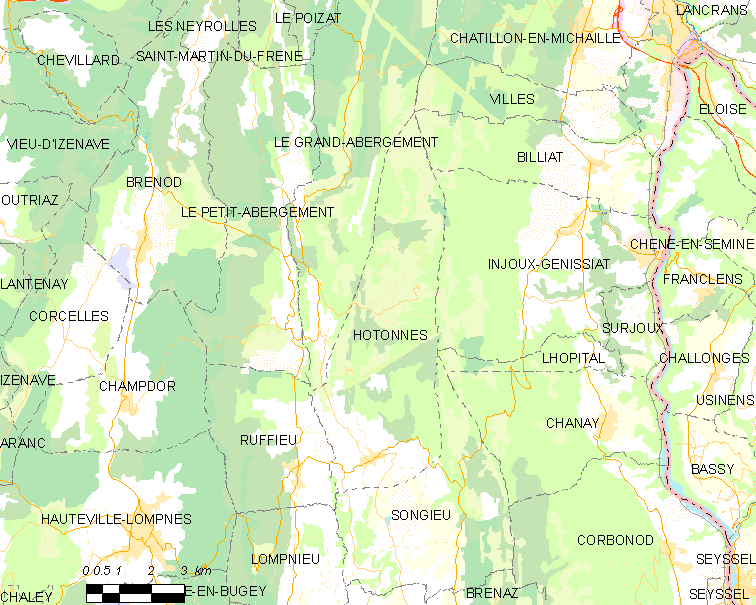
奥托讷的OSM定位图

## 行政
奥托讷的邮政编码为01260，INSEE市镇编码为01187。

## 政治
奥托讷所属的省级选区为普拉托多特维尔县。

## 人口

1962-2008年间奥托讷人口变化图示

奥托讷于2018年1月1日时的人口数量为272人。